# Igor Grabar
Igor Emmanuiłowicz Grabar’ (ros. Игорь Эммануилович Грабарь; ur. 25 marca 1871 w Budapeszcie, zm. 16 maja 1960 w Moskwie) – rosyjski malarz i historyk sztuki.

## Życiorys
Igor Grabar’ urodził się w Budapeszcie w rodzinie rosyjskiego posła do parlamentu austro-węgierskiego, Emanuela Grabara. W roku 1876 rodzina Grabarów przeniosła się do Moskwy. Studiował na wydziale prawnym Uniwersytetu Sankt-Petersburskiego, który ukończył w roku 1893. W roku 1894 rozpoczął studia w petersburskiej Akademii Sztuk Pięknych. Studia kontynuował w Paryżu i Monachium. Był członkiem moskiewskiej grupy artystów „Świat Sztuki” i uczestniczył w wystawach tej grupy. Wystawiał swoje obrazy także za granicą: w Monachium, Paryżu i Rzymie.
Grabar’ zaangażował się w upowszechnienie sztuki. Współredagował „Historię Sztuki Rosyjskiej” (История русского искусства – 6 tomów 1910-1914). W roku 1913 moskiewska rada miejska wybrała Grabara kuratorem Galerii Trietiakowskiej. Funkcję tę sprawował do roku 1925.
Po Rewolucji Październikowej kontynuował pracę twórczą, obok krajobrazów malował propagandowe obrazy na zamówienie władzy. Jako historyk sztuki nadzorował akcje konfiskaty sztuki cerkiewnej. Dopiero w okresie czystek stalinowskich Grabar’ wycofał się z działalności politycznej. Nadzorował prace konserwatorskie w Ławrze Troicko-Siergijewskiej. Bezpośrednio po wojnie organizował wywóz dzieł sztuki z muzeów Niemiec i ich sprzymierzeńców, przyjmował pociągi pełne zdobycznych arcydzieł.
Otrzymał w roku 1941 Nagrodę Stalinowską, w roku 1943 został członkiem Akademii Nauk ZSRR, w roku 1956 otrzymał tytuł Ludowy Artysta ZSRR.
Pochowany na moskiewskim Cmentarzu Nowodziewiczym.